# Familiare
Einen Familiaren nennt man den Angehörigen eines Instituts von Familiaren. Das sind Laienmitglieder von Ordensgemeinschaften, die außerhalb des Klosters „in der Welt“ sind, die Spiritualität des jeweiligen Ordens in ihren jeweiligen Lebensverhältnissen im Alltag leben möchten und den Orden im Rahmen ihrer Möglichkeiten unterstützen.
Insbesondere der Deutsche Orden nennt seine Laienmitglieder Familiaren (Abkürzung: FamOT). Der Orden nahm solche in seiner langen Geschichte auch aus politischen Gründen auf, so etwa zahlreiche wohlhabende Kaufleute in Süditalien während der Kriege der Staufer gegen die Päpste um die Vorherrschaft in Italien. Dadurch schuf der Orden sich dort ein Netzwerk, das ihm nach dem Ende der Stauferherrschaft aufgrund seiner Integration in die süditalienische Gesellschaft das Überleben ermöglichte.
Auch neuere Gründungen wie die Laienbruderschaft des evangelisch-lutherischen Zisterzienserklosters Amelungsborn oder die Freunde des deutschen orthodoxen Dreifaltigkeitsklosters Buchhagen verwenden diesen Begriff.
Andere Orden haben statt eines Institutes von Familiaren einen sogenannten Dritten Orden oder die Möglichkeit, sich einem Kloster als Oblate anzuschließen.